# Фатава-и-Аламгири
«Фатава-и-Аламгири» (перс. فتاوی عالمگیری‎, араб. الفتاوى العالمكيرية‎) или «Фатава-и-Хиндийа» (перс. فتاوی هنديه‎, араб. الفتاوى الهندية‎) — многотомный сборник правовых решений (фетв) согласно ханафитской школе исламского права (фикх).
Сборник был составлен группой учёных-улемов в 1667—1675 годах (или 1664—1672) по поручению могольского императора Аурангзеба (Аламгир I). Коллективом авторов руководил Шейх Низам из Бурханпура (ум. 1679), которому помогали Шейх Ваджих ад-Дин, Шейх Джалал ад-Дин Мухаммад, Кади Мухаммад Хусейн и Мулла Хамид. Каждый из четырёх помощников руководил группой из десяти авторов. Среди них был также Шах Абдуррахим, отец Шаха Валиуллаха Дехлеви. Всего на работы по составлению «Фетв» было затрачено 200 тыс. рупий из казны.
Созданием этого сборника Аурангзеб хотел побудить мусульман действовать согласно правовым решениям и прецедентам улемов ханафитской школы. «Фетвы Аламгира» быстро распространились по всей Индии и в других частях исламского мира как руководство для ортодоксальных мусульман.
По сравнению с более ранним сборником под названием «Фетвы Татар-хана» («аль-Фатава ат-Татарханийа»), составленным во времена правления Туглакида Фируз-шаха (правил в Делийском султанате в 1351—1388 годах), где по каждому вопросу приводилось несколько мнений и цитировались разные авторы, в «Фетвах Аламгира» составители обходились всего лишь одним мнением и убрали упоминания имён цитируемых правоведов.
Изначально «Фатава-и-Аламгири» был написан на арабском языке, затем переведён на персидский Абдуллой Руми Челеби по поручению дочери Аурангзеба Зебуннисы. Однако перевод, вероятно, не сыскал популярности и ныне является утерянным. Значительно позднее некоторые части «Фетв» («Книга наказаний» и «Книга преступлений») были переведены на персидский язык Мухаммадом Наджм ад-Дином Али-ханом (ум. 1814) и опубликованы в Калькутте в 1813 году. Перевод на урду был сделан Сейидом Амиром Али Мелихабади (ум. 1917). Его перевод под названием «Индийские фетвы» («Фатава-и-Хиндийа») был дополнен 300-страничным предисловием. Некоторые части «Фетв» были также переведены на английский: «The Moohummudan Law of Sale» (Лондон, 1850, Н. Б. Э. Бейли), «The Land Tax of India» (Лондон, 1853), «A Digest of Moohummudan Law» (Лондон, 1875 и 1887; Лахор, 1957), «The Muslim Law of Preemption» (Allahabad University Studies, 1931, VII/I, 1-334). На турецкий язык сборник был переведён Мустафой Эфе под названием «Fetâvâyı Hindiyye» (Анкара, 1984—1988).